# تاتو چاخیان
تاتو چاخیان (ارمنی: Տաթև Չախեան؛ انگلیسی: Tatev Chakhian؛ ۱ ژوئیهٔ ۱۹۹۲) شاعر، هنرمند اهل ارمنستان است.

## زندگی‌نامه
وی در ۱ ژوئیهٔ ۱۹۹۲ در ایروان به دنیا آمد و از دانشگاه دولتی ایروان و دانشگاه آدام میتسکیه‌ویچ فارغ‌التحصیل گشت. 

## جوایز
وی همچنین برنده جوایزی همچون شده‌است که عبارتنداز:
- جایزه ادبی دیونیو مالشوسکی Dioniս Maliszewski Literary prize (2014)
- جایزه گازئتا اوبیواتلسکا Gazeta Obywatelska prize (2016)
- جایزه ادبی بانوی اول ارمنستان First Lady of Armenia's literary award (2013)
- جایزه ساهاک پارتو Sahak Partev prize (2013)